# 広域基幹林道鵜川村井線
広域基幹林道鵜川村井線（こういききかんりんどう うがわむらいせん）は、滋賀県高島市を通る林道である。

## 概要
1994年（平成6年）に開通した滋賀県高島市に終始する林道であるが、高島市は2005年（平成17年）に合併して出来た新しい市であり、それ以前は高島郡高島町と同郡朽木村をつなぐ林道であった。また一般の林道としての役割である治山や観光以外に、国道367号と国道161号を県道を介して結ぶ役割も担っており、基幹林道として多機能な用途を持つ林道である。

### 路線データ
- 起点：滋賀県高島市鵜川
- 終点：同市朽木村井

## 路線状況
全線にわたって舗装が完了している道路を有している。勾配はそれほど急ではなく、ロードバイクのコースとして利用する人の姿も多くみられる。ただし林道のため、落石が多く、中には人の力で動かすのは困難なほどのものもある。途中の横谷トンネルは日によって電灯がついていない日もあり、距離のあるトンネルのため、かなりの圧迫感がある。しかし状況の割には交通量が多く、一部区間ではあるが路線バスが運行している個所もある。
2018年（平成30年）7月15日現在、琵琶湖から横谷トンネルを抜けて300 mほどで崖崩れがあり通行止めとなっている。

## 地理

### 通過する自治体
- 高島市

### 交差する道路
- 国道367号
- 滋賀県道296号畑勝野線

### 沿線にある施設など
- 村井フィッシングパーク
- 棚田百選畑の棚田

### 道路施設
峠
- 鵜川越